# Campeonatos Nacionales de Bádminton del Canadá
El Campeonato Nacional de Badminton del Canadá es el máximo torneo nacional del Canadá, donde compiten las mejores raquetas del Canadá en bádminton.
El torneo empezó a jugarse en 1922. 
En 1957 la Federación de Bádminton del Canadá decidió abrir los campeonatos nacionales a jugadores extranjeros y, por lo tanto, el Campeonato Nacional y el Campeonato Nacional Abierto del Canadá quedaron integrados en una sola competición hasta 1961.
En 1962, la Federación canadiense decidió separar ambos torneos.

## Campeones

### Campeonatos Nacionales Canadienses
| Año     | Hombres singles     | Mujeres singles     | Dobles masculinos                           | Dobles femeninos                  | Dobles Mixtos                            |
| ------- | ------------------- | ------------------- | ------------------------------------------- | --------------------------------- | ---------------------------------------- |
| 1922    | Arthur Evans Snell  | C. Un. Boone        | P. C. G. Campbell H.L. Lafferty             | C. A. Boone R. George             | P. C. G. Campbell Mrs. P. C. G. Campbell |
| 1923    | Cowan McTaggart     | Marcelle Brunet     | Cowan McTaggart G. H. Gorges                | C. A. Boone R. George             | G. H. Gorges Mrs. W. M. Stewart          |
| 1924    | H. T. Douglas       | Esme F. Coque       | Arthur Evans Snell William M. Stewart       | C. A. Boone Esme F. Coque         | William M. Stewart Mrs. W. M. Stewart    |
| 1925    | Cowan McTaggart     | Esme F. Coque       | Cowan McTaggart Jack Underhill              | C. A. Boone Esme F. Coque         | J. Kennedy Esme F. Coque                 |
| 1926    | C. Walter Aikman    | Esme F. Coque       | Reginald H. Hill Jack G. Muir               | C. A. Boone Esme F. Coque         | Jack G. Muir Eileen George               |
| 1927    | C. Walter Aikman    | Eileen George       | Jack G. Muir Jack Underhill                 | H. Partington Esme F. Coque       | C. Walter Aikman K. Archibald            |
| 1928    | Jack Underhill      | Esme F. Coque       | G. Blackstock Cyril K. F. Andrews           | C. A. Boone Esme F. Coque         | C. Walter Aikman K. Archibald            |
| 1929    | Jack Purcell        | Esme F. Coque       | Jack G. Muir Noel Radford                   | V. Mill Eileen George             | Jack Underhill Eileen George             |
| 1930    | Jack Purcell        | Yvette Porteous     | G. Blackstock Cyril K. F. Andrews           | J. Woodman Eileen George          | Jack Underhill Eileen George             |
| 1931    | Jack M. Taylor      | Ruth Robertson      | G. Blackstock Cyril K. F. Andrews           | Marjorie Barrow Margaret Delage   | Jack Underhill Eileen George             |
| 1932    | Jack Underhill      | Anna Keir           | Jack Underhill Noel Radford                 | Marjorie Barrow Margaret Delage   | Noel Radford Anna Keir                   |
| 1933    | Doug Grant          | Ruth Robertson      | M. Burrows D. McKean                        | E. W. Whittington N. Crossley     | George Goodwin Jr. Margaret Robertson    |
| 1934    | Doug Grant          | Anna Patrick        | Bev Mitchell George Goodwin Jr.             | Marjorie Barrow Margaret Delage   | Dick Birch Anna Patrick                  |
| 1935    | Rod G. Phelan       | Margaret Taylor     | Jack Sibbald L. Coles                       | Margaret Robertson Ruth Robertson | George Goodwin Jr. Margaret Robertson    |
| 1936    | Doug Grant          | Dorothy Walton      | E. Laney Jack Underhill                     | Margaret Robertson Ruth Robertson | Dick Birch Anna Patrick                  |
| 1937    | Dick Birch          | Anna Patrick        | Jack Sibbald Joe Zaharko                    | Anna Patrick Vess O'Shea          | Dick Birch Anna Patrick                  |
| 1938    | John Samis          | Dorothy Walton      | Jack Sibbald Rod G. Phelan                  | Margaret Taylor Vess O'Shea       | Len Schlemm N. Bonnar                    |
| 1939    | Dick Birchl         | Marjorie Delaney    | Jack Sibbald Rod G. Phelan                  | Margaret Taylor Vess O'Shea       | Dick Birch Vess O'Shea                   |
| 1940    | Jim Snyder          | Dorothy Walton      | Jim Snyder Paul Snyder                      | Dorothy Walton Evelyn Effnert     | Dick Birch Vess O'Shea                   |
| 1941/46 | Ninguna competición | Ninguna competición | Ninguna competición                         | Ninguna competición               | Ninguna competición                      |
| 1947    | John Samis          | Claire Lovett       | Jack Underhill John Samis                   | Claire Lovett N. Ma               | Dick Birch Barb Ince                     |
| 1948    | Dick Birch          | Claire Lovett       | Frederick Hughes (Ted) Pollock Roy G. Smith | M. Armstrong Edith Marshall       | Dick Birch Ev Roberts                    |
| 1949    | John Samis          | Marjorie Mapp       | T. Darryl Thompson K. Meredith              | Claire Lovett Jean Bardsley       | T. Darryl Thompson Jean Bardsley         |
| 1950    | Alan Williams       | Lois Reid           | Grant Henry Dorren Clapperton               | Ev Roberts Joan Hennessy          | Dick Birch Ev Roberts                    |
| 1951    | T. Darryl Thompson  | Kay Ottonson        | Dick Birch Gordon Simpson                   | Lois Reid Jean Bardsley           | T. Darryl Thompson Jean Bardsley         |
| 1952    | Donald Smythe       | Marjorie Mapp       | Donald Smythe Budd Porter                   | Barb Ince Joan Warren             | Budd Porter Edith Marshall               |
| 1953    | Donald Smythe       | Marjory Shedd       | Donald Smythe Budd Porter                   | Lois Reid Jean Bardsley           | Dick Birch Barb Ince                     |
| 1954    | Donald Smythe       | Marjory Shedd       | Donald Smythe William Purcell               | Marjory Shedd Joan Hennessy       | T. Darryl Thompson Jean Bardsley         |
| 1955    | Donald Smythe       | Jean Waring         | T. Darryl Thompson Bert Fergus              | Marjory Shedd Joan Hennessy       | T. Darryl Thompson Jean Bardsley         |
| 1956    | David McTaggart     | Jean Miller         | Beverley Westcott William Purcell           | Marjory Shedd Joan Hennessy       | William Purcell Marjory Shedd            |

### Campeonatos Nacionales y Campeonatos Nacionales Abiertos juntos
| Año  | Hombres singles    | Mujeres singles | Cuadros masculinos                 | Cuadros femeninos            | Mixto pliega                 |
| ---- | ------------------ | --------------- | ---------------------------------- | ---------------------------- | ---------------------------- |
| 1957 | David F. McTaggart | Judy Devlin     | D. Smythe H. "Budd" Porter         | Sue Devlin Judy Devlin       | R.B. Williams Ethel Marshall |
| 1958 | David F. McTaggart | Jean Miller     | D. Smythe H. "Budd" Porter         | Marjorie Shedd J. Hennessy   | W. Purcell Marjorie Shedd    |
| 1959 | Tan Joe Hok        | Judy Devlin     | Lim Say Hup Teh Kew San            | Sue Devlin Judy Devlin       | D.P. Davis Judy Devlin       |
| 1960 | Tan Joe Hok        | Marjorie Shedd  | Lim Say Hup Teh Kew San            | J.C. Alston J. J. Armendariz | Finn Kobberø J. Miller       |
| 1961 | Erland Kops        | Marjorie Shedd  | Finn Kobberø J. Hammergaard Hansen | Marjorie Shedd D. Tinline    | Finn Kobberø J. Miller       |

### Campeonatos Nacionales canadienses
| Year    | Men's singles            | Women's singles             | Men's doubles                                           | Women's doubles                            | Mixed doubles                           |
| ------- | ------------------------ | --------------------------- | ------------------------------------------------------- | ------------------------------------------ | --------------------------------------- |
| 1962    | Wayne Macdonnell, BC     | Marjory Shedd, ON           | Jim Poole Bobby Williams                                | Marjory Shedd Dorothy Tinline              | Berndt Dahlberg Dorothy Tinline         |
| 1963    | Wayne Macdonnell, BC     | Marjory Shedd, ON           | Bert Fergus Wayne Macdonnell, BC                        | Marjory Shedd Dorothy Tinline, ON          | James D. Carnwath Marjory Shedd, ON     |
| 1964    | Wayne Macdonnell, BC     | Jean Miller, QC             | Rolf Paterson Edward M. Paterson, BC                    | Marjory Shedd Dorothy Tinline, ON          | James D. Carnwath Marjory Shedd, ON     |
| 1965    | Wayne Macdonnell, BC     | Sharon Whittaker, BC        | Rolf Paterson Edward M. Paterson, BC                    | Marjory Shedd Dorothy Tinline, ON          | Rolf Paterson Mimi Nilsson, BC          |
| 1966    | Wayne Macdonnell, BC     | Jean Folinsbee, AB          | Rolf Paterson Edward M. Paterson, BC                    | Marjory Shedd Dorothy Tinline, ON          | Yves Paré Patricia Espley, QC           |
| 1967    | Wayne Macdonnell, BC     | Alison Daysmith, BC         | Jamie Paulson Yves Paré, AB, QC                         | Jean Miller Patricia Moody, QC             | Yves Paré Patricia Moody, QC            |
| 1968    | Jamie Paulson, AB        | Sharon Whittaker, BC        | Jamie Paulson Yves Paré, AB, QC                         | Jean Miller Patricia Moody, QC             | Rolf Paterson Mimi Nilsson, BC          |
| 1969    | Jamie Paulson, AB        | Judi Rollick, BC            | Jamie Paulson Yves Paré, AB, QC                         | Marjory Shedd Barbara Hood, ON             | Bruce Rollick Judi Rollick, BC          |
| 1970    | Bruce Rollick, BC        | Alison Ridgway, BC          | Jamie Paulson Yves Paré, AB, QC                         | Nancy McKinley Patricia Moody, ON, QC      | Yves Paré Patricia Moody, QC            |
| 1971    | Bruce Rollick, BC        | Nancy McKinley, ON          | Jim Lynch Dave Charron, ON                              | Marjory Shedd Barbara Hood, ON             | Rolf Paterson Mimi Nilsson, BC          |
| 1972    | Bruce Rollick, BC        | Nancy McKinley, ON          | Rolf Paterson Bruce Rollick, BC                         | Judi Rollick Mimi Nilsson, BC              | Yves Paré Marjory Shedd, QC, ON         |
| 1973    | Jamie Paulson, AB        | Nancy McKinley, ON          | Jamie Paulson Yves Paré, AB, QC                         | Judi Rollick Mimi Nilsson, BC              | Raphi Kanchanaraphi Barbara Welch, ON   |
| 1974    | Jamie Paulson, AB        | Jane Youngberg, BC          | Channarong Ratanaseangsuang Raphi Kanchanaraphi, AB, ON | Jane Youngberg Barbara Welch, BC, ON       | Rolf Paterson Mimi Nilsson, BC          |
| 1975    | Bruce Rollick, BC        | Alison Delf, AB             | Channarong Ratanaseangsuang Raphi Kanchanaraphi, AB, ON | Jane Youngberg Barbara Welch, BC, ON       | Cam Dalgleish Wendy Clarkson, AB        |
| 1976    | Bruce Rollick, BC        | Wendy Clarkson, AB          | Channarong Ratanaseangsuang Raphi Kanchanaraphi, AB, ON | Jane Youngberg Sheri Boyse, BC, AB         | Lucio Fabris Lillian Cozzarini, ON      |
| 1977    | James McKee, ON          | Jane Youngberg, BC          | Pat Tryon Ian Johnson, ON                               | Jane Youngberg Barbara Welch, BC, ON       | Bruce Rollick Mimi Nilsson, BC          |
| 1978    | James McKee, ON          | Jane Youngberg, BC          | Pat Tryon Ian Johnson, ON                               | Jane Youngberg Claire Backhouse, AB, BC    | Greg Carter Wendy Clarkson, AB          |
| 1979    | John Czich, ON           | Wendy Carter, AB            | Raphi Kanchanaraphi Dominic Soong, ON, QC               | Wendy Carter Claire Backhouse, AB, BC      | Greg Carter Wendy Carter, AB            |
| 1980    | Pat Tryon, ON            | Wendy Carter, AB            | Paul Johnson David deBelle, ON                          | Jane Youngberg Claire Backhouse, AB, BC    | Paul Johnson Claire Backhouse, ON, BC   |
| 1981    | Pat Tryon, ON            | Jane Youngberg, BC          | John Czich Keith Priestman, ON                          | Wendy Carter Sandra Skillings, BC          | Denys Martin Denyse Julien, QC          |
| 1982    | Bob MacDougall, AB       | Johanne Falardeau, QC       | Bob MacDougall Mark Freitag, AB                         | Wendy Carter Sandra Skillings, BC          | Bob MacDougall Wendy Carter, AB, BC     |
| 1983    | Mike Butler, NB          | Denyse Julien, QC           | Mike deBelle Mike Bitten, ON                            | Johanne Falardeau Claire Backhouse, QC, BC | Mark Freitag Linda Cloutier, B, QC      |
| 1984    | Mike Butler, NB          | Linda Cloutier, QC          | Bob MacDougall Ken Poole, AB                            | Johanne Falardeau Claire Backhouse, QC, BC | Mike Butler Claire Backhouse, NB, BC    |
| 1985    | Mike Butler, NB          | Claire Backhouse-Sharpe, BC | Mike deBelle Mike Bitten, ON                            | Johanne Falardeau Denyse Julien, QC        | Ken Poole Chantal Jobin, AB, QC         |
| 1986    | Mike Butler, NB          | Denyse Julien, QC           | Mike deBelle Mike Bitten, ON                            | Johanne Falardeau Denyse Julien, QC        | Mike Butler Johanne Falardeau, NB, QC   |
| 1987    | Mike Butler, NB          | Denyse Julien, QC           | Mike Butler David Humble, NB, AB                        | Linda Cloutier Claire Sharpe, QC, BC       | Mike Butler Claire Sharpe NB, BC        |
| 1988/89 | John Goss, AB            | Denyse Julien, QC           | Bryan Blanshard Ian Johnston, ON, AB                    | Johanne Falardeau Denyse Julien, QC        | Anil Kaul Denyse Julien, BC, QC         |
| 1990    | Wen Wang, AB             | Si-an Deng, BC              | Mike Bitten Bryan Blanshard, ON                         | Si-an Deng Doris Piché, BC, QC             | Andrew Muir Johanne Falardeau, AB, QC   |
| 1991    | Bryan Blanshard, ON      | Denyse Julien, QC           | Mike Bitten Bryan Blanshard, ON                         | Claire Sharpe Si-an Deng, BC               | Anil Kaul Si-an Deng, AB, BC            |
| 1992    | Jaimie Dawson, MB        | Doris Piché, QC             | Mike Bitten Bryan Blanshard, ON                         | Doris Piché Denyse Julien, QC              | Anil Kaul Si-an Deng, AB, BC            |
| 1993    | David Humble, AB         | Si-an Deng, BC              | Mike Bitten Bryan Blanshard, ON                         | Denyse Julien Si-an Deng, QC, BC           | Bryan Blanshard Denyse Julien, ON, QC   |
| 1994    | Wen Wang, AB             | Denyse Julien, QC           | Mike Bitten Bryan Blanshard, ON                         | Milaine Cloutier Robbyn Hermitage, QC      | Bryan Blanshard Denyse Julien, ON, QC   |
| 1995    | Jaimie Dawson, MB        | Denyse Julien, QC           | Anil Kaul Iain Sydie, BC, AB                            | Si-an Deng Denyse Julien, BC, QC           | Darryl Yung Denyse Julien, BC, QC       |
| 1996    | Iain Sydie, AB           | Denyse Julien, QC           | Anil Kaul Iain Sydie, BC, AB                            | Milaine Cloutier Robbyn Hermitage, AB, QC  | Darryl Yung Denyse Julien, BC, QC       |
| 1997    | Wen Wang, AB             | Denyse Julien, QC           | Iain Sydie Brent Olynyk, AB, BC                         | Denyse Julien Robbyn Hermitage, QC         | Iain Sydie Denyse Julien, AB, QC        |
| 1998    | Mike Beres, ON           | Denyse Julien, QC           | Iain Sydie Darryl Yung, AB, BC                          | Milaine Cloutier Robbyn Hermitage, AB, QC  | Iain Sydie Denyse Julien, AB QC         |
| 1999    | Andrew Dabeka, ON        | Milaine Cloutier, AB        | Iain Sydie Brent Olynyk, AB, BC                         | Milaine Cloutier Robbyn Hermitage, AB, QC  | Iain Sydie Denyse Julien, AB, QC        |
| 2000    | Brian Abra, AB           | Denyse Julien, QC           | Bryan Moody Brent Olynyk, QU, BC                        | Milaine Cloutier Robbyn Hermitage, AB, QC  | Iain Sydie Denyse Julien, AB, QC        |
| 2001    | Andrew Dabeka, ON        | Denyse Julien, QC           | Bryan Moody Brent Olynyk, QU, BC                        | Amelie Felx Robbyn Hermitage, QC           | Bryan Moody Milaine Cloutier, QC, AB    |
| 2002    | Bob Milroy, ON           | Kara Solmundson, MB         | Keith Chan William Milroy, AB                           | Milaine Cloutier Robbyn Hermitage, AB, QC  | Phil Bourret Robbyn Hermitage, QU       |
| 2003    | Andrew Dabeka, ON        | Denyse Julien, QC           | Mike Beres Kyle Hunter, ON                              | Milaine Cloutier Robbyn Hermitage, AB, QC  | William Milroy Tammy Sun, AB            |
| 2004    | Stephan Wojcikiewicz, ON | Anna Rice, AB               | Keith Chan William Milroy, AB                           | Milaine Cloutier Denyse Julien, AB, QC     | William Milroy Tammy Sun, AB            |
| 2005    | Andrew Dabeka, ON        | Anna Rice, BC               | Mike Beres William Milroy, ON, AB                       | Charmaine Reid Helen Nichol, ON, AB        | William Milroy Tammy Sun, AB            |
| 2006    | Andrew Dabeka, ON        | Charmaine Reid, ON          | Mike Beres William Milroy, ON, AB                       | Charmaine Reid Helen Nichol, ON, AB        | Mike Beres Val Loker, ON, QU            |
| 2007    | Mike Beres, ON           | Charmaine Reid, ON          | Mike Beres William Milroy, ON, AB                       | Charmaine Reid Fiona McKee, ON             | Mike Beres Val Loker, ON, QU            |
| 2008    | David Snider, MB         | Anna Rice, BC               | Mike Beres William Milroy, ON, AB                       | Milaine Cloutier Valérie Loker, AB, QU     | Mathieu Laforest Amélie Felx QC         |
| 2009    | Andrew Dabeka, ON        | Anna Rice, BC               | Toby Ng, BC William Milroy, AB                          | Milaine Cloutier Grace Gao, AB             | William Milroy, AB Fiona Mckee, ON      |
| 2010    | Alex Pang, AB            | Anna Rice, BC               | Alvin Lau, BC Jonathan Vandervet, AB                    | Lydia Jiang Melody Liang, BC               | Jonathan Vandervet Milaine Cloutier, AB |
| 2011    | David Snider, MB         | Michelle Li, ON             | Adrian Liu Derrick Ng, BC                               | Alex Bruce Michelle Li, ON                 | Toby Ng, BC Grace Gao, AB               |
| 2012    | Alex Pang, AB            | Michelle Li, ON             | Adrian Liu Derrick Ng, BC                               | Grace Gao, AB Joycelyn Ko, ON              | Toby Ng, BC Grace Gao, AB               |
| 2013    | Bob Milroy, BC           | Michelle Li, ON             | Adrian Liu Derrick Ng, BC                               | Alex Bruce, ON Phyllis Chan, BC            | Toby Ng, BC Grace Gao, AB               |
| 2014    | David Snider, MB         | Michelle Li, ON             | Adrian Liu Derrick Ng, BC                               | Alex Bruce, ON Phyllis Chan, BC            | Derrick Ng Christin Tsai, BC            |
| 2015    | Andrew D'Souza, ON       | Michelle Li, ON             | Adrian Liu Derrick Ng, BC                               | Alex Bruce, ON Phyllis Chan, BC            | Toby Ng, BC Alex Bruce, ON              |
| 2016    | Jason Ho-Shue, ON        | Michelle Li, ON             | Adrian Liu Derrick Ng, BC                               | Michelle Li Rachel Honderich, ON           | Toby Ng, BC Alex Bruce, ON              |